# حي البندرية
البندرية هو حي في محافظة الأحساء في المنطقة الشرقية في المملكة العربية السعودية.

## الموقع
يقع حي البندرية في مدينة الهفوف بمحافظة الأحساء على مقربة من حي الرقيقة وشمال حي العزيزية.

## المرافق
مدارس دره الاحساء، ومسجد حي البندرية، ومسجد الهاشم، وجامع الصقعبي، ومسجد المرحومة هيا المسلم، ومحطة معالجة مياه الصرف الصحي، وجامع الأمير سعد بن جلوي، وحديقة حي البندرية.